# باشگاه فوتبال پادروئنسه
باشگاه فوتبال پادروئنسه (انگلیسی: Padroense F.C.) یک باشگاه فوتبال پرتغالی است که در دسته دوم (سطح سوم فوتبال) پرتغال رقابت می‌کند. آنها در سال ۱۹۲۲ تأسیس شدند.

## تاریخچه
اولین زمین باشگاه فوتبال پادروئنسه «سایبریرا» بود تا در نهایت به مونت دامینا، نزدیک سرزمینی که امروز دفتر لیگ استاندارد A است، رفت.
تنها ورزشی که در فاز اول توسعه باشگاه انجام می‌گرفت فوتبال بود.
اولین بازی رسمی با لیشیس در زمین قدیمی سانتانا انجام شد.

## فوتبال
فوتبال تنها ورزشی است که به‌طور مستمر در این باشگاه فعالیت می‌کند و در این سال‌ها به عنوان‌های منطقه ای نیز دست یافته‌است.
بزرگترین دستاورد تیم اول در سال ۲۰۰۳–۲۰۰۴ با کسب مقام دوم در بخش قهرمانی منطقه‌ای از اتحادیه فوتبال پورتو به ثبت رسید که امکان دسترسی به لیگ دسته ۲ قهرمانی ملی را فراهم کرد.
این باشگاه این روزها بیش‌تر به عنوان مزرعه‌ای برای پرورش بازیکن به مقصود استفاده در باشگاه فوتبال پورتو شناخته می‌شود.